# Dinelytron
Dinelytron is een geslacht van wandelende takken uit de familie Prisopodidae. De wetenschappelijke naam van dit geslacht is voor het eerst voorgesteld door George Robert Gray in een publicatie uit 1835. De soorten van dit geslacht komen in Brazilië voor.

## Soorten
Het geslacht Dinelytron omvat de volgende soorten:
- Dinelytron betinho Heleodoro & Rafael, 2020
- Dinelytron cahureli Conle, Hennemann, Bellanger, Lelong, Jourdan & Valero, 2020
- Dinelytron grylloides Gray, 1835
- Dinelytron hipponax Gray, 1835
- Dinelytron leukommatos Heleodoro & Rafael, 2020
- Dinelytron museunacional Heleodoro & Rafael, 2020
- Dinelytron ramusculus Heleodoro & Rafael, 2020
- Dinelytron shuckardi Gray, 1835
- Dinelytron trimaculatus Heleodoro & Rafael, 2020
- Dinelytron unilineatus (Redtenbacher, 1906)